# Cantó d'Orléans-Bannier
El cantó d'Orléans-Bannier és un cantó francès del departament de Loiret, situat al districte d'Orleans. Compta amb part del municipi d'Orleans.

## Municipis
Ocupa alguns barris de la zona nord-oest d'Orleans:
- Blossières - Murlins
- Acacias
- Châteaudun - Faubourg-Bannier
- Gare

## Història
| Data d'elecció                           | Identitat         | Partit                         | Qualitat |
| ---------------------------------------- | ----------------- | ------------------------------ | -------- |
| 1945-1949                                | M. de Bodinat     | MRP                            |          |
| 1949-1961                                | Pierre Perroy     | CNIP                           |          |
| 1961-1967                                | Pierre Gabelle    | MRP, després CD                |          |
| 1967-1973                                | André Chêne       | PCF                            |          |
| 1973-1979                                | M. Philardeau     | Divers droite, després UDF-CDS |          |
| 1979-1985                                | Claude Émonet     | UDF-CDS                        |          |
| 1985-1992                                | Henri Chartier    | RPR, després Divers droite     |          |
| 1992-1994                                | André Dabauvalle  | UDF                            |          |
| 2004-                                    | Joëlle Beauvallet | PS                             |          |
| les dades anteriors no són pas conegudes |                   |                                |          |
|                                          |                   |                                |          |

## Demografia
| A partir de 1990: Població sense dobles comptes |